# 4-HO-McPT
4-HO-McPT (4-hidroxi-N-metil-N-ciclopropiltriptamina) é uma triptamina psicodélica. Tem efeitos serotoninérgicos. A substância é vendida como droga sintética desde 2016, mas foi identificada em laboratórios somente em 2018.